# Fusil de service
 (juillet 2023).
La mise en forme du texte ne suit pas les recommandations de Wikipédia : il faut le « wikifier ».
Les points d'amélioration suivants sont les cas les plus fréquents. Le détail des points à revoir est peut-être précisé sur la page de discussion.
- Les titres sont pré-formatés par le logiciel. Ils ne sont ni en capitales, ni en gras.
- Le texte ne doit pas être écrit en capitales (les noms de famille non plus), ni en gras, ni en italique, ni en « petit »…
- Le gras n'est utilisé que pour surligner le titre de l'article dans l'introduction, une seule fois.
- L'italique est rarement utilisé : mots en langue étrangère, titres d'œuvres, noms de bateaux, etc.
- Les citations ne sont pas en italique mais en corps de texte normal. Elles sont entourées par des guillemets français : « et ».
- Les listes à puces sont à éviter, des paragraphes rédigés étant largement préférés. Les tableaux sont à réserver à la présentation de données structurées (résultats, etc.).
- Les appels de note de bas de page (petits chiffres en exposant, introduits par l'outil «  Source ») sont à placer entre la fin de phrase et le point final[comme ça].
- Les liens internes (vers d'autres articles de Wikipédia) sont à choisir avec parcimonie. Créez des liens vers des articles approfondissant le sujet. Les termes génériques sans rapport avec le sujet sont à éviter, ainsi que les répétitions de liens vers un même terme.
- Les liens externes sont à placer uniquement dans une section « Liens externes », à la fin de l'article. Ces liens sont à choisir avec parcimonie suivant les règles définies. Si un lien sert de source à l'article, son insertion dans le texte est à faire par les notes de bas de page.
- La présentation des références doit suivre les conventions bibliographiques. Il est recommandé d'utiliser les modèles {{Ouvrage}}, {{Chapitre}}, {{Article}}, {{Lien web}} et/ou {{Bibliographie}}. Le mode d'édition visuel peut mettre en forme automatiquement les références.
- Insérer une infobox (cadre d'informations à droite) n'est pas obligatoire pour parachever la mise en page.

Pour une aide détaillée, merci de consulter Aide:Wikification.
Si vous pensez que ces points ont été résolus, vous pouvez retirer ce bandeau et améliorer la mise en forme d'un autre article.

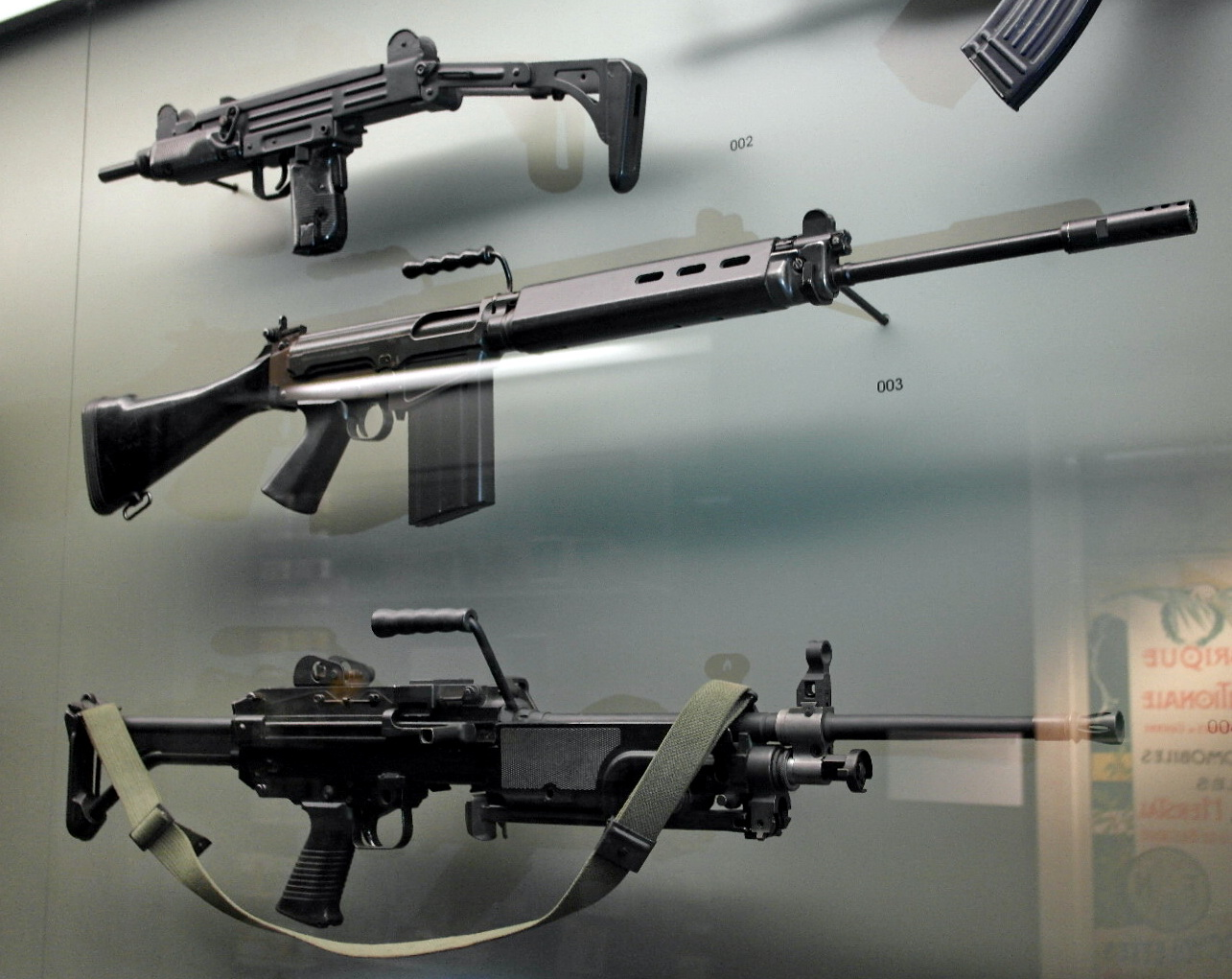
Une mitraillette Uzi, un fusil de combat FN FAL et une mitrailleuse légère FN Minimi - armes de service commun dans le monde occidental du milieu à la fin du XXe siècle - exposées au musée Curtius à Liège, Belgique.

Un fusil de service ou un fusil standard est un fusil militaire réglementaire destiné au personnel militaire, généralement à son infanterie régulière. Dans les différente armée du monde, il s'agit généralement d'un fusil d'assaut, d'une carabine ou d'un fusil de combat polyvalent et robuste, adapté à une utilisation dans presque tous les environnements et efficace dans les situations de combat les plus courantes. La plupart des militaires ont également une arme de poing de service qui sont délivrés comme armes de poing pour accompagner leurs fusils de service. Le terme peut également être utilisé pour décrire les armes perçu par des forces non militaires, telles que la police ou les paramilitaires.
Si l'arme délivrée n'est pas un fusil, mais plutôt un type d'arme à feu différent destiné à être utilisé dans une situation précise et à remplir un rôle spécialisé, comme un pistolet-mitrailleur, un fusil-mitrailleur ou un fusil à pompe, on l'appelle une arme à feu de service ou une arme de service.

## Histoire

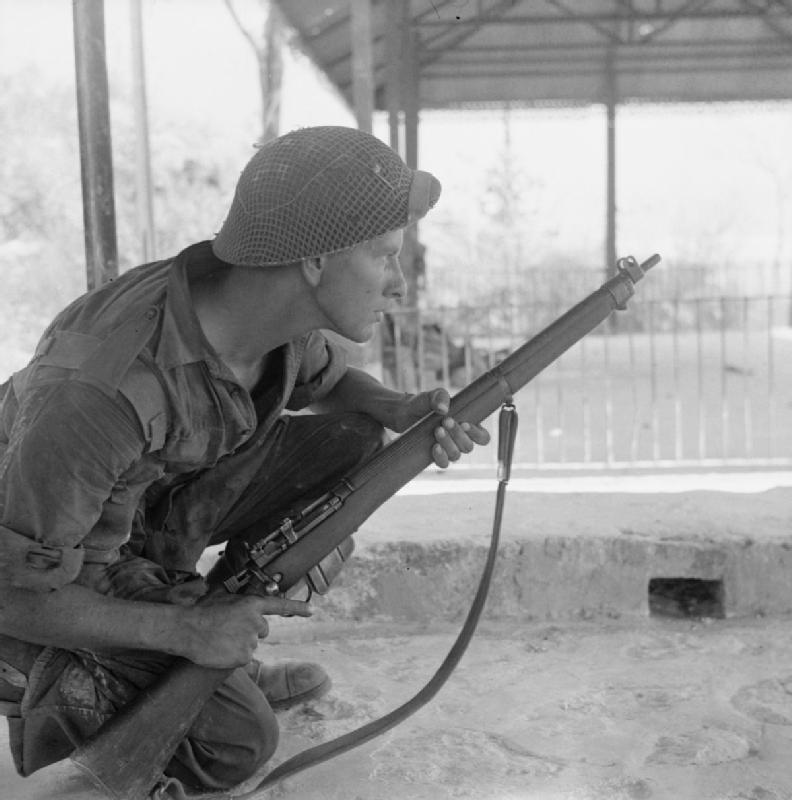
Un soldat de l'Armée britannique avec son fusil de service Lee-Enfield pendant la campagne de Birmanie de 1945

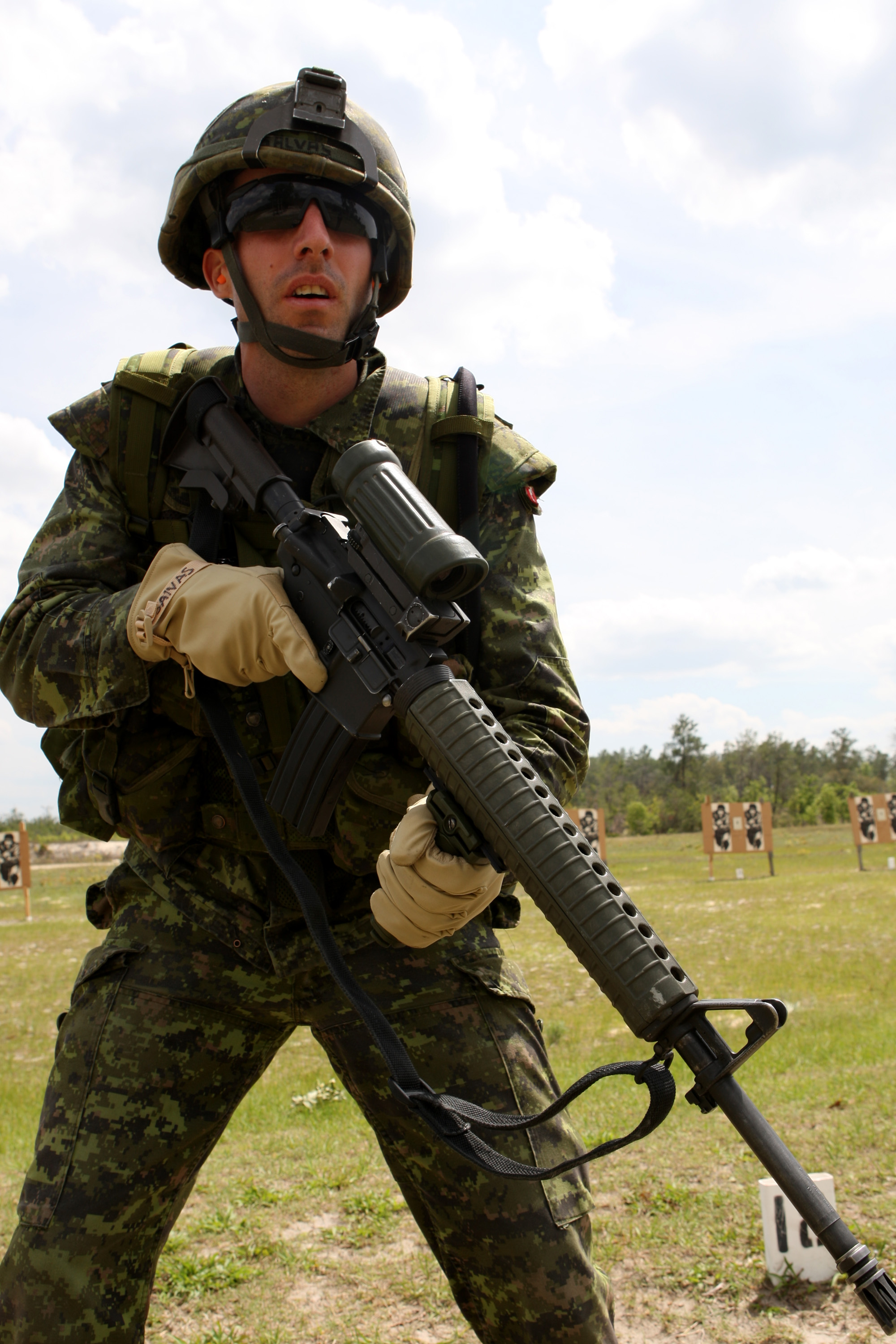
Un soldat de l'Armée canadienne avec son fusil de service Colt Canada C7A2

Les armes à feu à canons rayés existaient bien avant le XIXe siècle mais ne se sont généralisées qu'à la fin de la guerre de Sécession avec l'apparition du Springfield modèle 1855, standard des armées étasuniennes. Ainsi, les fusils à canon rayé du début du XIXe siècle étaient réservés aux tireurs d'élite spécialisés, tandis que l'infanterie ordinaire recevait des mousquets à canon lisse moins précis qui avaient une cadence de tir plus élevée, avec des calibre allant jusque 19 mm (0,75 pouce). Dans les fait, les premiers fusils de service des années 1840, tels que le fusil à aiguilles prussien Dreyse (1841) et le Swiss Infanteriegewehr Modell 1842, étaient encore techniquement à considérer des mousquets.
Les vrais premiers fusils réglementaires ont été introduits dans les années 1860, avec le Chassepot français (1866) et le Peabody Gewehr Modell 1867 suisse. Aux États-Unis, ce sera le Springfield Model 1873 qui sera le premier fusil à chargement par la culasse à être adopté par le département de la Guerre des États-Unis pour la fabrication et la distribution généralisée aux troupes américaines.
Le développement de la poudre sans fumée, inventé par Paul Vieille et appelé Poudre B dans la nomenclature de l'armée française, permettra, en 1884, l'introduction du fusil français Lebel modèle 1886. Cela sonne le glas de la guerre de la poudre à canon et a conduit à de multiples avancées dans le développement des armes légères. Au début de la Première Guerre mondiale, toutes les grandes puissances mondiales avaient adopté un fusils à verrou à répétition tels que le  Lee-Enfield britannique, le Gewehr 98 allemand et le Mosin-Nagant russe.
Pendant la Seconde Guerre mondiale, les États-Unis adoptent le M1 Garand, mis en service pour la première fois en 1936. Malgré les progrès de la technologie des armes à feu, les États-Unis ont été le seul pays à adopter un fusil semi-automatique comme fusil de service avant le début de la guerre. Alors que d'autres pays ont également commencé à développé des fusils semi-automatiques, ceux-ci ont été utilisés en nombre limité et les armes à réarmement manuel réglementaire ont conservé leur statut. À titre de comparaison, l'Allemagne a produit 402 000 fusils Gewehr 43 et au moins 40 000 Gewehr 41, contre 14 000 000 du Karabiner 98k (une variante raccourcie du Gewehr 98),. Cependant, c'est pendant la guerre que l'Allemagne produisit également le StG 44. Souvent considéré comme le premier fusil d'assaut, il été capable de tirer en automatique de manière contrôlable et était équipé d'un chargeur de 30 coups. Après la guerre, le StG 44 intéressa particulièrement l'Union soviétique, dont l'AK-47 était fortement dérivé de la conception allemande pour son design (le mode de fonctionnement été semblable à celui du M1 Garand). Dans les années 1950, les États-Unis ont développé le fusil M16, basé sur l'AR 15, cimentant l'applicabilité des fusils d'assaut.
À partir des années 1970, en parallèle des plate-forme AK et AR, certain pays du monde ce sont intéressés à l'architecture Bullpup pour leurs armes réglementaire. c'est ainsi que l'on verra apparaitre le FAMAS, adopté par les force armée française, ou encore le Steyr AUG, adopté par l'Autriche et d'autres pays par la suite.
Après la Seconde Guerre mondiale, les calibres des armes de service des différent pays vont commencer à rétrécir. En effet, après avoir observé l'efficacité du STG44 avec son calibre dit intermédiaire (le 7,92 Kurtz) c'est-à-dire dont la taille se situe entre une balle de fusil et une balle de pistolet mitrailleur de l'époque ; les armées du monde vont adopter des calibres intermédiaires pour leur arme règlementaire. Les pays de l'OTAN, et ceux influencé par les États-Unis, vont rapidement adopter le 5,56x45mm OTAN, tandis que les pays proche de l'URSS vont adopter le 7,62x39mm développé à l'origine pour la carabine SKS.
Ces choix vont avoir pour conséquence l'apparition d'une distinction entre les fusil d'assaut (chambré en calibre intermédiaire) et les fusil dits, "de combat" utilisant des calibre plus puissants comme le 7,62x51 OTAN.